# Kleinvoggenhof
Kleinvoggenhof ist ein Gemeindeteil der Gemeinde Berg bei Neumarkt in der Oberpfalz im Landkreis Neumarkt in der Oberpfalz in Bayern. 

## Geografie
Der Weiler liegt im Oberpfälzer Jura auf circa 480 m ü. NHN nördlich des Dillberg und westlich des Gemeindesitzes. Hier entspringen mehrere Quellen, deren Wasser dem Kettenbach zufließt.

## Geschichte
1333 erwarb der Deutsche Orden vom Domkapitel Eichstätt zwei Eigengüter in (Klein-)Voggenhof, die nunmehr dem Deutschordens-Pflegamt Postbauer unterstellt waren, das von einem Außenbeamten der Kommende Nürnberg geführt wurde. 1670 erscheinen die zwei zum Pflegamt gehörenden Höfe sowie zwei Güter in einer Beschreibung des Amtes. Die grundherrschaftlichen Verhältnisse (niedere Gerichtsbarkeit) waren zwischen der Reichsstadt Nürnberg und der Pfalz lange Zeit strittig. Gegen Ende des Alten Reiches, um 1800, bestand Kleinvoggenhof aus vier Untertanen, von denen zwei dem Deutschen Orden gehörten (ein ganzer und ein Achtelhof)  und zwei der Reichsstadt Nürnberg (zwei Halbhöfe, auf denen zuletzt Frauenknecht und Schwemmer saßen). Die Blutgerichtsbarkeit war strittig zwischen dem Deutschordenspflegamt Postbauer und dem pfälzischen Pflegamt Haimburg. In der Literatur erscheint der Ortsname auch als „Untervoggenhof“ bzw. „Untervockenhof“ oder nur als „Voggenhof“.
Im Königreich Bayern (1806) gehörte Kleinvoggenhof zum Steuerdistrikt Hausheim. Bei der Gemeindebildung um 1810/20 entstand die Ruralgemeinde Hausheim, der Hausheim selber, Gspannberg, Haslach (Berg bei Neumarkt in der Oberpfalz), Kettenbach und Kleinvoggenhof angehörten. Zur katholischen Pfarrei Hausheim (1554 bis 1627 evangelisch) und zum Schulsprengel Hausheim gehörte auch Kleinvoggenhof; die Protestanten waren um 1937 nach Rasch eingepfarrt und nach Grub eingeschult. Bis 1930 gehörte die Gemeinde Hausheim und damit auch Kleinvoggenhof zum Amtsgericht Kastl, danach zum Amtsgericht Neumarkt. Im Zuge der Gebietsreform in Bayern wurde Hausheim mit seinen Gemeindeteilen nach Berg eingemeindet.

### Einwohnerentwicklung
- 1830: 23 (4 Häuser)[6]
- 1836: 24 (4 Häuser)[7]
- 1871: 18 (9 Gebäude; Viehbestand: 21 Stück Rindvieh)[8]
- 1900: 22 (4 Wohngebäude)[9]
- 1937: 16 (6 Katholiken, 10 Protestanten)[10]
- 1950: 20 (4 Wohngebäude)[11]
- 1970: 15[12]
- 1987: 18 (5 Wohngebäude, 5 Wohnungen)[13]

## Baudenkmal
- Haus Nr. 4, ein Wohnstallbau mit Zwerchgiebel und Fachwerkobergeschoß, 18. / 19. Jahrhundert[14]

## Verkehrsanbindung
Kleinvoggenhof ist über Straßen von Hausheim im Osten und von Großvoggenhof im Nordwesten zu erreichen.